# Banglapedia
Banglapedia: l'Enciclopèdia Nacional de Bangladesh és la primera enciclopèdia de Bangladesh. Està disponible en format imprès, CD-ROM i en línia, tant en bengalí com en anglès. La versió per imprimir inclou deu volums de 500 pàgines. La primera edició va ser publicada el gener del 2003 per la Societat Asiàtica de Bangladesh, amb un pla per actualitzar-la cada dos anys. La segona edició es va publicar el 2012.
La Banglapedia no es va dissenyar com a enciclopèdia general sinó com a enciclopèdia especialitzada en temes relacionats amb Bangladesh. A efectes de l'enciclopèdia, es defineix Bangladesh com el territori que comprèn l'antiga Índia oriental, Bengal Subah, Shahi Bangalah, Mughal Suba Bangla, Presidència de Bengala, Província de Bengala, Bengala Oriental, Pakistan Oriental i el Bangladesh independent, seguint històricament.
El principal editor de l'enciclopèdia és Sirajul Islam. Més de 1.200 escriptors i especialistes a Bangladesh i a l'estranger han ajudat a la creació de publicacions. La Banglapedia compta amb més de 5.700 entrades en sis categories editorials, cadascuna de les quals és supervisada per un editor expert, així com més de 2.000 il·lustracions d'un sol i quatre colors i 2.100 referències creuades.
El projecte va ser finançat pel govern de Bangladesh, organitzacions del sector privat, instituts acadèmics i la UNESCO. Tot i que el seu pressupost original era de 800.000 takas (aproximadament 10.000 dòlars EUA), la societat asiàtica va gastar 80 milions de takas (aproximadament 1 milió de dòlars americans) en el projecte. Malgrat les polèmiques sobre les entrades sobre la guerra d'alliberament de Bangladesh i sobre els indígenes, la versió bengalí i la anglesa es van fer populars a la publicació.

## Desenvolupament
El projecte Banglapedia es va originar quan l'Asiatic Society of Bangladesh estava treballant en un estudi de tres volums titulat History of Bangladesh, 1704-1971, el 1991. Els editors van sentir la necessitat d'una referència estàndard d'escriptori, ja que aquell projecte va avançar laboriosament, recollint fets de diverses biblioteques. La idea finalment va donar lloc a un document conceptual elaborat per Sirajul Islam i els seus col·legues i enviat a la societat asiàtica de Bangladesh a principis de 1994. El projecte Banglapedia es va adoptar formalment el 19 de febrer de 1997 i Sirajul Islam va ser nomenat director de projecte i redactor en cap. Com a responsable del Comitè d'implementació del projecte, la seva tasca era planificar i gestionar el finançament del projecte. El 1996, es van formar unes tres dotzenes de comitès amb tres o quatre persones a cada comitè per recomanar-los. Es van proposar vint-i-set mil entrades que requereixen un compendi de 20 volums. A causa de les restriccions financeres, el nombre d'entrades es va reduir a uns 6.000. El projecte es va engegar oficialment el 1998.
Quan es va iniciar el projecte, la societat només tenia vuit-cents mil takes a les seves arques per al projecte. Banglapedia va augmentar aportacions d'universitats, bancs, empreses multinacionals, organitzacions internacionals i fins i tot particulars. Un conjunt d'agències, incloses la UNESCO, la Comissió de beques universitàries, universitats, institucions financeres i ONG van finançar inicialment el projecte, que va ser completat per un cost de 80 milions de taka. El Ministeri d'Educació va finançar prop del 74% del cost, mentre que el 26% del fons procedia majoritàriament d'universitats i bancs. Abans que les vendes directes comencessin el 3 de gener de 2003, es van vendre 4.000 còpies de la versió anglesa i totes les menys 250 exemplars de la versió bengalí amb la impressió inicial de 5.000 còpies per a cada versió. Durant un llançament addicional de 10.000 estampes, les persones van esperar a les cues fora de l'oficina de la Societat Asiàtica el dia del llançament, i les vendes van continuar fins a les 21.30 del vespre. Un total de 4.500 jocs de la versió bengalí i 2.500 de la versió anglesa es van vendre el dia del llançament.

## Història de Bengali-enciclopèdies de llengua
El primer intent de compilar una enciclopèdia bengalí el va emprendre Felix Carey (1786-1822), fill del reverector William Carey (1761-1834) de Serampore i primer lexicògraf de la llengua birmània. El 1819, va començar la traducció de la cinquena edició d'Encyclopædia Britannica, anomenant-la Vidyarthabali. Des d'octubre de 1819 fins a novembre de 1820, el llibre va ser imprès per Felix Carey cada mes en 48 pàgines. Completat així, la primera part deVidyarthabali va ser recopilada al Vyabachchedvidya de 638 pàgines, el primer llibre sobre anatomia i cirurgia en bengalí. Es va començar a treballar a la segona part, Smritishastra, que es tractava en gran manera de jurisprudència. Però, Carey va morir després que només es imprimissin dues instal·lacions de 40 pàgines al febrer i març de 1821.
Va ser seguida per Sankshipta Sadvidyabali (1833) de Maharaja Kalikirshna Dev Bahadur (1808–1974) (1833). Després va venir Sabdakalpadrum (1822-1858) de Raja Radhakanta Deb, un diccionari enciclopèdic sànscrit en vuit parts. A continuació, Rajkrishna Ray (1849-1894) i Saratchandra Dev (1858, desconeguda), obra conjunta Bharatkosh, la primera enciclopèdia bengalí distribuïda en ordre alfabètic (1880-1892) publicada en tres volums. L'adaptació del reverend Krishna Mohan Banerjee (1813-1885) d' Encyclopædia Britannica, Vidyakalpadruma o Encyclopædia Bengalensis (1846–51) i el Bangla Visvakosh de 22 volums (1886–1911), editat per Nagendranath Basu (1866–1938) amb contribucions a continuació, es van publicar diverses personalitats importants del bengal contemporani.
Després de la independència del Pakistan i la divisió de Bengala el 1947, hi ha hagut més intents de compilar i publicar una enciclopèdia. El primer va ser un projecte per produir una adaptació bengalí de l'enciclopèdia Columbia Viking Desk de Franklin Book Programs Inc., realitzat el 1959 i avortat deu anys després. Els papers inacabats es van recopilar en quatre volums desiguals com Bangla Visvacos (1972) amb Khan Bahadur Abdul Hakim com a redactor en cap. Després de la independència de Bangladesh, el 1971, es van publicar tres enciclopèdies especialitzades: la multi-volum Islami Bishwakosh (Enciclopèdia de l'Islam, 1986) per la Fundació Islàmica Bangladesh. Shishu-Biswakosh (5 encàrrecs per a nens, 1995) de Bangladesh Shishu Academy, i Vijnan Biswakosh (4 enciclopèdia de la ciència, 1998) de Bangla Academy.

## Contingut
La Banglapedia conté més de 5.700 entrades, que es divideixen en sis categories: arts i humanitats, història i patrimoni, estat i governança, societat i economia, ciències naturals i ciències biològiques. Un redactor expert va supervisar la redacció de cada article.
La Banglapedia no es va dissenyar com a enciclopèdia general. El seu propòsit és proporcionar una referència estàndard per als bananesos, així com per a persones interessades en Bangladesh, persones de parla bengalí i en contextos polítics, culturals i geogràfics relacionats.
Els editors de l'enciclopèdia pretenien cobrir l'ascens del delta de Bengala en el pla físic, i la seva evolució fins avui, i els trets canviants de la formació de la janapada del delta o dels assentaments humans del pla humà. Aquest últim inclou l'auge i la caiguda dels regnes, les invasions des de dins i fora i les seves implicacions, les regles i l'administració dinàstica, així com altres aspectes del passat i del present de Bangladesh. Les entrades sobre temes posteriors al 1947 estan restringides a la regió geogràfica de Bangladesh. Tanmateix, per a les entrades biogràfiques, predomina la identitat lingüística.
La gamma de temes tractats per Banglapedia inclou geografia política, religió, literatura, art i arquitectura, pràctiques i institucions populars, administració indígena i colonial, política, societat, economia, ètnia i ciències. Els 64 districtes de Bangladesh, així com 451 upazilas, s'han descrit en detalls que van des dels comptes topogràfics fins al nombre de granges i criatures lactis. Més de 2.000 il·lustracions d'un sol i quatre colors representen l'art i l'arquitectura bangladeses, la vida quotidiana, les ciutats i els pobles i personatges. Té aproximadament 2.100 referències creuades, informació cartogràfica, taules i estadístiques. Es presenta ordenat alfabèticament i està redactat per un assaig de l'editor en cap. Hi ha una secció que explica com utilitzar Banglapedia, que aclareix problemes com ara sistemes de dates, col·laboradors, referències creuades i títols.

### Definició operativa de Bangladesh
Segons l'editorial, l'objectiu d'aquesta eina de referència és indagar, interpretar i integrar les experiències i èxits viscuts de la gent de Bangladesh des de l'antiguitat fins a l'actualitat. El projecte, conceptualment i territorialment, interpreta el terme "Bangladesh" per significar successivament l'Índia Oriental antiga, Suba Bangla, Shahi Bangalah, Mughal Suba Bangla, Presidència de Bengala, província de Bengala, Bengala Oriental, Pakistan Oriental i Bangladesh. La prefaci de l'editor estableix: 
| « | Des de l'antiguitat fins al 1971, la geografia política de la regió ha canviat sovint i amb això el seu nom també ha sofert canvis. Els cognoms de Vanga, Bangalah, Vangla, Bengala, Vangadesh, Vangladesh, etc. tenen l'afinitat més propera tant a nivell territorial com lingüístic amb el terme Bangla. Amb l'ascens de Bangladesh com a estat nació sobirà, el terme no ha obtingut, sens dubte, un significat específic. Es pot notar aquí que el terme Bangalah o Bengala, del qual van originar Bangla i Bengala, van ser encunyats i circulats per governants musulmans els seus seients d'administració estaven situats majoritàriament dins. l'actual territori de Bangladesh. | » |

## Equip laborable
Més de 1.200 escriptors i especialistes van contribuir a l'enciclopèdia, un cinquè dels quals eren experts estrangers a Bangladesh o experts que treballen a l'estranger. Són sobretot acadèmics, així com especialistes en districtes i upazilas per aportacions de localitats i persones provinents de professions i ocupacions. La cartografia de districtes i upazila s'ha processat al sistema d'informació geogràfica (SIG) i al laboratori cartogràfic creat per a Banglapedia. Es va crear un grup informatiu per centrar-se en districtes i upazilas. El fet que al voltant de 400 intel·lectuals locals tinguessin l'encàrrec d'escriure sobre els seus respectius ziles i upazilas es va descriure com un enfocament únic per a la recollida d'informació. A més, durant set anys han treballat 250 persones en gestió de la investigació. Hi van participar un total de 2.000 estudiosos i tècnics. En el projecte hi havia 270 treballadors a temps complet, amb 35 a 40 ocupats en un moment determinat.
Sirajul Islam és el president del Consell d'Editors de Banglapedia i el redactor de la Revista de la Societat Asiàtica de Bangladesh. Professor d'història a la Universitat de Dhaka, la universitat més antiga i més gran de Bangladesh, l'islam va renunciar a la seva feina de dia cinc anys abans de la data formal de la seva jubilació, per fer temps a Banglapedia. També va editar els 3 volums de la història de Bangladesh (política, econòmica i sociocultural), publicada per la societat asiàtica el 1991. Ara treballa a la Banglapedia infantil i a l' enquesta cultural de Bangladesh i també s'encarrega del projecte nacional de biografia en línia de la Societat i del Banglapedia Trust.
L'enciclopèdia va ser elaborada per un consell d'editors que incloïa al professor Sirajul Islam del Departament d'Història de la Universitat de Dhaka, com a president i redactor en cap, el professor Sajahan Miah del departament de filosofia de la universitat de Dhaka, com a director i editor, professor. M. Aminul Islam com a president de la Comissió d'execució de projectes, el president del Comitè de Gestió de Fons, i el president del Comitè de Cartografia, el professor Abdul Momin Chowdhury com a president del Comitè de Publicacions, el professor SM Mahfuzur Rahman com a convenidor de la Comissió de Compres i Compres, Shahida Alam com a coordinadora de la Comissió de Relacions Públiques i Comunicació i el professor Jamilur Reza Chowdhury com a president del Comitè Multimèdia.
L'estructura de direcció inclou un total de seixanta membres, dividits en sis subcomissions diferents encapçalades per sis editors d'assignatura. Cada subcomitè abastava una disciplina particular. Hi havia sis editors de consulta, quatre editors d'idiomes i tres editors de traducció. Cada editor d'assignatures va rebre assistència de sis editors associats i associats. Els editors de la matèria de Banglapedia van ser: el professor Abdul Momin Chowdhury (història i patrimoni), el professor Wakil Ahmed (arts, humanitats, religió), el professor Mahfuzur Rahman (societat i economia), el doctor Kamal Siddiqui (estat i governança) i el professor SMH Kabir Ciència i Tecnologia)

## Versions electròniques
La versió de CD-ROM de Banglapedia té més entrades que la versió d'impressió, juntament amb 65 videoclips, 49 clips d'àudio, 2.714 imatges i miniatures i 647 mapes. Els clips d'àudio inclouen cançons de Rabindranath Tagore i Kazi Nazrul Islam, mentre que els videoclips inclouen el discurs del xeic Mujibur Rahman el 7 de març de 1971. Algunes imatges que apareixen en blanc i negre en la versió d'impressió són de color en la versió CD-ROM. Dissenyat per funcionar a Windows 98, Windows ME, Windows 2000 i Windows NT, la versió de CD-ROM inclou uns 70.000 enllaços i una opció per crear una "llista favorita" personal.
La Banglapedia té diverses adreces en línia, algunes ja no estan autoritzades per la Societat Asiàtica de Bangladesh.

## Polèmica
La controvèrsia sobre Banglapedia va esclatar fins i tot abans de la publicació, quan el grup Inqilab, una gran editorial de periòdics de Bangladesh, va fer-se amb algunes entrades sobre temes de religió i temes relacionats. També hi ha hagut queixes sobre una omissió de les activitats de Jamaat-e-Islami durant la Guerra d'Alliberament de Bangladesh. Un estudi de Bdnews24.com, un portal de notícies, va afirmar que Banglapedia està esbiaixada i inexacta sobre la població indígena de Bangladesh. Es diu que l'enciclopèdia també ha utilitzat monedes despectives com Mogh per a Marma i Rakhine, Tipra per a Tripuri i Murang per a Mros, així com upajati (literalment "sub-nació", solia significar "tribal") per definir-les totes. Els líders de la comunitat indígena, inclosos els membres del Consell Comarcal de Chittagong Hill Tracts i el líder de Parbattya Chattagram Jana Sanghati Samiti, Rupayan Dewan, i el secretari general del Fòrum Adivasi, Sanjib Drong, han donat suport a les conclusions de l'estudi. L'editor en cap Islam va reconèixer la queixa i es va comprometre a modificar la segona edició en conseqüència.